# Monastère de Lesnovo
Le monastère de Lesnovo (macédonien : Лесновски манастир) est un monastère orthodoxe situé près du village de Lesnovo, dans la municipalité de Probichtip, en Macédoine du Nord. Il se trouve sur le versant sud du massif montagneux d'Osogovo. Le monastère est toujours en activité et il héberge une colonie artistique. Il a été fondé par Saint Gabriel de Lesnovo au XIe siècle. Ses reliques se trouvaient dans l'église avant d'être transférées à Veliko Tarnovo, en Bulgarie.
L'église, dédiée à l'Archange Saint-Michel, a été reconstruite en 1341, et sa décoration intérieure est achevée en 1349. Le monastère est restauré en 1558 puis en 1581. Il poursuit son activité jusqu'au XVIIIe siècle, mais il est abandonné au début du XIXe siècle. Il est toutefois restauré dès 1805 par un moine de Detchani.
Les fresques de l'église datent du XIVe siècle. Elles représentent notamment l'empereur serbe Stefan Uroš IV Dušan et sa femme, Elena. L'iconostase en bois a été réalisé entre 1811 et 1814.

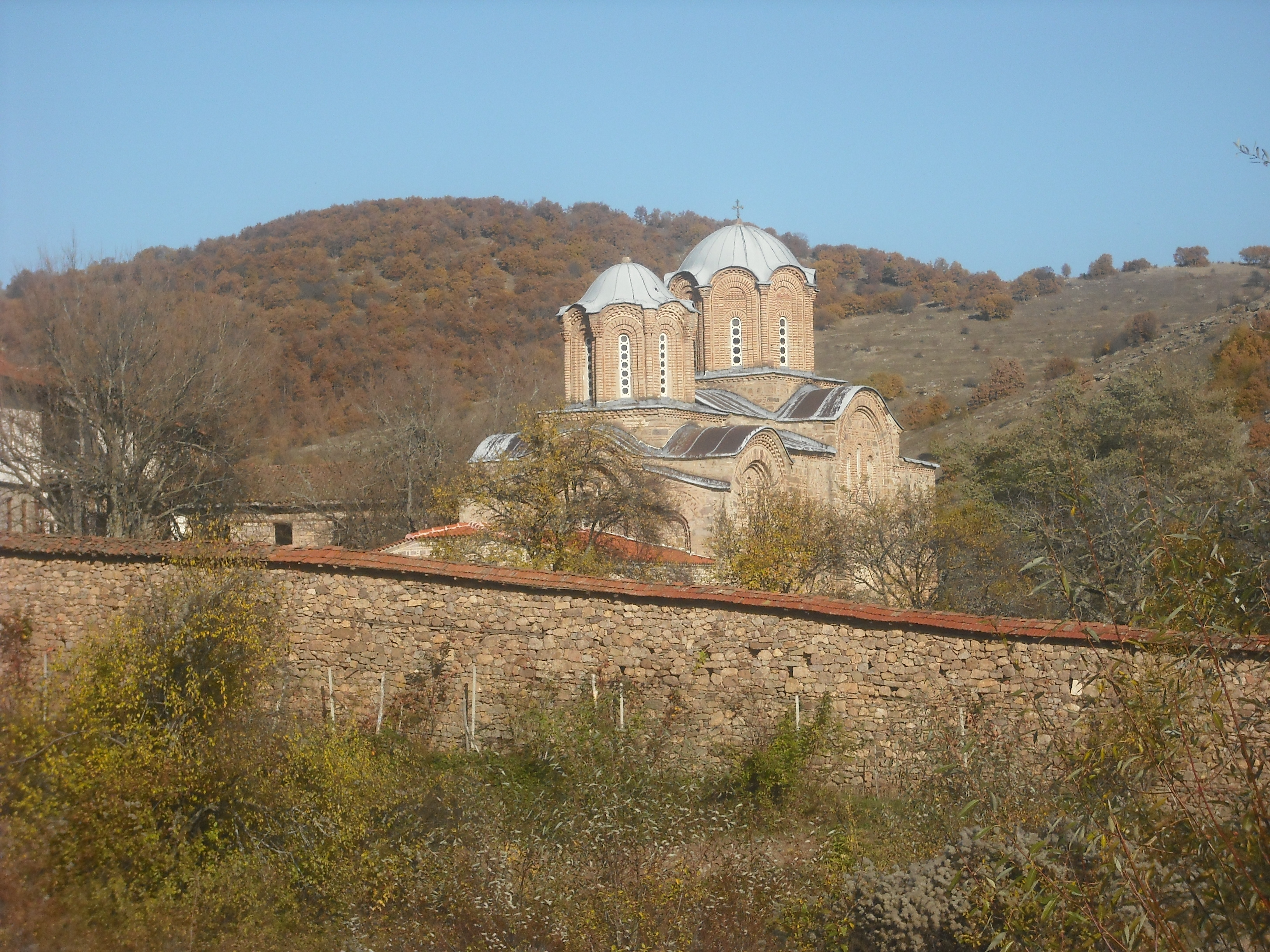
Le monastère dans son environnement forestier
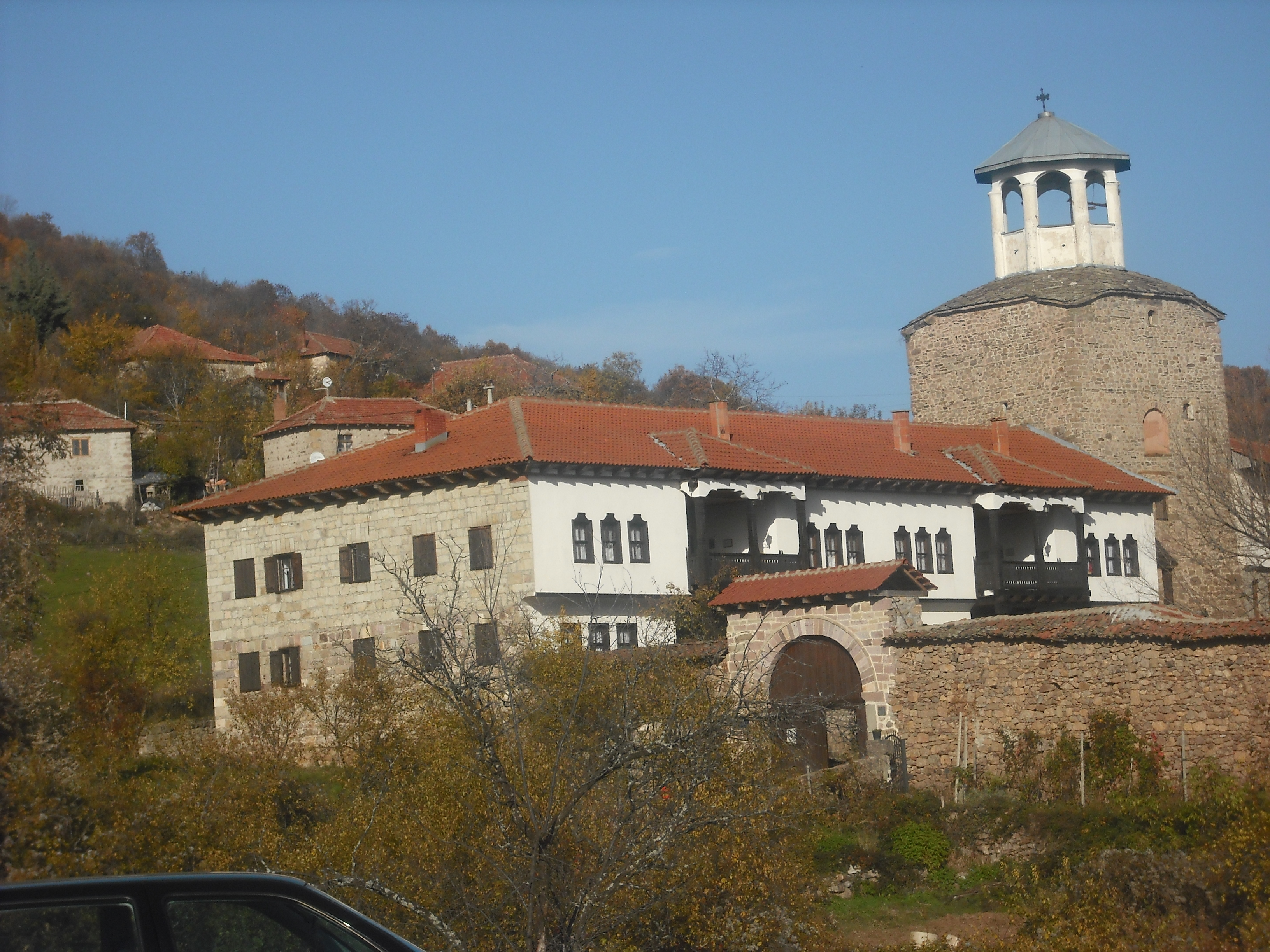
Les bâtiments conventuels
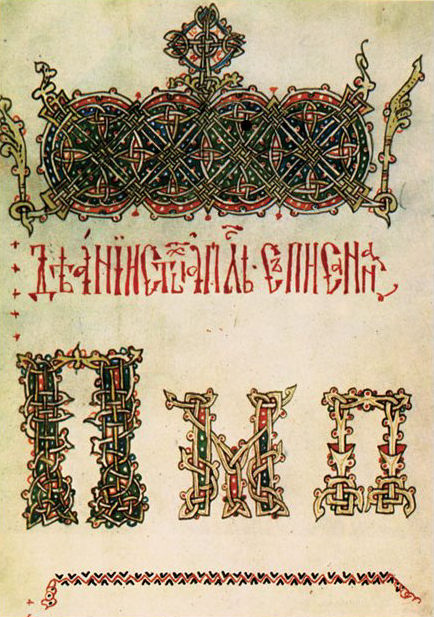
Manuscrit écrit à Lesnovo
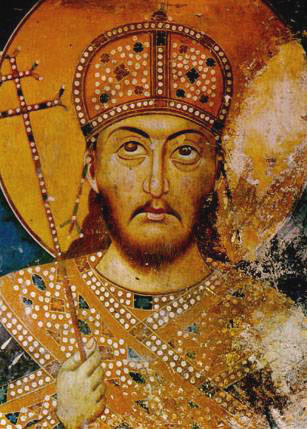
Fresque de Stefan Uroš IV Dušan